# Classpath (Java)
En el lenguaje de programación Java se entiende por Classpath una opción admitida en la línea de órdenes o mediante variable de entorno que indica a la Máquina Virtual de Java dónde buscar paquetes y clases definidas por el usuario a la hora de ejecutar programas.